# 西灣 (毛德皇后地)
69°1′S 39°34′E / 69.017°S 39.567°E
西灣，是南極洲的海灣，位於毛德皇后地的哈拉爾王子海岸，處於東翁古爾島西部，根據挪威探險隊拍攝的空中照片繪入地圖，現時由南極條約體系管理。

## 外部連結
- 本条目引用的公有领域材料来自美国地质调查局的文档 《西灣 (毛德皇后地)》 （資料來自地名信息系统）。